# Pala di San Domenico (Romanino)
La Pala di San Domenico è un dipinto a olio su tela (439x301 cm) del Romanino, databile al 1545-1548 e conservato nella Pinacoteca Tosio Martinengo di Brescia.
Eseguito per la scomparsa chiesa di San Domenico a Brescia, il dipinto è testimonianza della tarda maturità del Romanino, in cui il pittore organizza le sue composizioni in modo più ordinato secondo la lezione del Moretto, venendo così maggiormente incontro, in generale, ai desideri della committenza. Si nota inoltre una maggiore attenzione ai dettagli e l'utilizzo di una materia pittorica di altissima qualità, tutte caratteristiche rare nella precedente produzione.

## Storia
Il dipinto viene commissionato verso la metà del Cinquecento per adornare l'altare maggiore della chiesa di San Domenico a Brescia. Durante la ricostruzione dell'edificio operata dal 1611 su progetto di Pier Maria Bagnadore, il dipinto viene semplicemente ricollocato nella posizione originale, entro una nuova ancona di legno dorato.
Dopo la soppressione del convento annesso per mano della Repubblica Bresciana nel 1797, anche la chiesa viene chiusa per poi essere demolita definitivamente nella seconda metà dell'Ottocento, portando alla perdita di altre opere del Romanino fra cui le Storie di san Domenico affrescate nel chiostro maggiore. La pala con l'Incoronazione, intanto, era già passata nel 1865, per acquisto, alla collezione della Pinacoteca Tosio Martinengo, dove si trova ancora esposta.

## Descrizione
L'opera appare divisa in due metà, una celeste e una terrena: nella prima si svolge l'incoronazione della Vergine da parte della Trinità, assisa sulle nubi sorrette da una serie di cherubini, nella seconda un gruppo di nove santi assiste alla scena superiore. Fra i santi, legati al culto domenicano e alla tradizionale venerazione bresciana, campeggia la figura centrale di san Domenico, titolare della chiesa cui era destinata l'opera. Gli altri santi sono i santi Faustino e Giovita in veste militare, inginocchiati ai lati di Domenico in primo piano, seguiti sullo sfondo, da sinistra a destra, da san Paolo, san Tommaso d'Aquino, san Pietro martire, sant'Antonino abate, san Vincenzo Ferrer e san Pietro apostolo, ognuno identificabile mediante i tradizionali attributi iconografici.
Sullo sfondo sono visibili due colline contrapposte ai margini della tela: su quella di destra è raffigurato un edificio classico in rovina, mentre su quello di sinistra è arroccato un castello.

## Stile
Gaetano Panazza, nel 1965, propone un confronto fra il dipinto e le varie opere del Moretto impostate allo stesso modo, che secondo il critico avrebbero influenzato il pittore nell'esecuzione della pala. Alessandro Nova, nel 2006, riprende il commento del Panazza e legge nella Pala di san Domenico un "ritorno all'ordine" del Romanino nell'organizzazione compositiva delle pale d'altare, in sintonia con le richieste dei committenti: "a costoro, la disposizione paratattica e semplificata proposta da Moretto nelle sue opere della maturità, con la netta partizione fra sfera celeste e terrena, ancorché arcaica, doveva apparire quanto di meglio si potesse desiderare per facilitare la comprensione dei sacri misteri".
La datazione è controversa come per molte opere del Romanino, sempre molto eterogeneo dello stile e nell'espressione artistica. La maggior parte degli interventi critici, comunque, pone l'esecuzione del dipinto al quarto decennio del Cinquecento. Dopo le ricerche e gli approfondimenti svolti alla fine del Novecento sulla tarda maturità del Romanino, però, la critica successiva ha proposto uno slittamento di una decina d'anni, alla seconda metà del quinto decennio, vicino ad altre opere coeve quali l'Ultima cena del Duomo di Montichiari. Tale collocazione cronologica, inoltre, permette una migliore lettura di questa fase dello stile del pittore, il quale sta mettendo in atto una forte sperimentazione figurativa che trova il suo punto di forza nella qualità straordinaria della materia pittorica, fortunatamente ben conservata. La stesura è raffinata e particolareggiata, metodo inusuale per il Romanino, i volti sono larghi e sfumati, le vesti dei santi Faustino e Giovita, le più curate, si avvicinano alla coeva produzione del Savoldo. Notevole è il senso monumentale della composizione, accresciuto dalle imponenti dimensioni della tela: il gruppo, un poco affollato, rivela continui contrappunti di dialogo e variazioni espressive, dal rapimento, allo sguardo franco rivolto ai fedeli, al raccoglimento meditativo.
La conformazione del paesaggio, due colline con arroccati sulla cima un castello e un edificio classico in rovina, segue esattamente l'andamento del gruppo di santi, lasciando isolato solamente il capo di san Domenico, fulcro della composizione.